# James Laurinaitis
James Richard Laurinaitis (* 3. Dezember 1986 in Minneapolis, Minnesota) ist ein ehemaliger amerikanischer American-Football-Spieler auf der Position des Linebackers. Er spielte College Football für die Ohio State Buckeyes und zählte in diesem Zeitraum zu den besten Linebackern im College. 2009 wurde er im NFL Draft von den St. Louis Rams in der zweiten Runde ausgewählt und war bis zur Saison 2015 für sie in der National Football League (NFL) aktiv. Danach spielte er 2016 bis 2017 bei den New Orleans Saints.

## College
Laurinaitis besuchte die Ohio State University, wo er unter Jim Tressel von 2005 bis 2008 für die Ohio State Buckeyes spielte. Als Freshman kam er in allen zwölf Spielen zum Einsatz und wurde nach einer Verletzung des Kollegen Bobby Carpenter schließlich Stammspieler, wodurch er unter anderem beim Sieg im Fiesta Bowl gegen Notre Dame durchspielte.
Nach seiner zweiten Saison im College Football führte er die Buckeyes mit den meisten Tackles (115) und Interceptions (5) an. Nach der Saison wurde ihm der Nagurski Award für den besten Spieler der Defense im College Football verliehen. Außerdem war er Finalist bei der Verleihung des Butkus- und Bednarik Awards und wurde in die All-Star Mannschaft der Big Ten Conference gewählt und als All-American ausgezeichnet.
2007 gewann er neben vielen anderen Preisen den Butkus Award und die Jack Lambert Trophy für den besten Linebacker im College.
Auch nach seinem letzten Jahr am College wurde er für seine sportlichen Leistungen ausgezeichnet und wiederholt zum besten Linebacker gewählt.

## NFL

### St. Louis Rams
Im NFL Draft 2009 wurde Laurinaitis von den St. Louis Rams in der zweiten Runde an 35. Stelle als erster Middle-Linebacker ausgewählt. Er setzte sich im Kampf um den einzigen Startplatz durch und führte sein Team sofort in Tackles an (120). Von 2009 bis 2012 dominierte Laurinaitis sein Team in dieser Statistik – 2013 beendete er die Saison als Zweiter, hinter Alec Ogletree.
Am 19. Februar 2016 wurde Laurinaitis nach sieben Spielzeiten bei den Rams entlassen.

### New Orleans Saints
Am 16. März 2016 einigte er sich mit den New Orleans Saints auf einen neuen Vertrag. Im November wurde er nach einer Verletzung wieder entlassen.
Am 11. April 2017 zog er sich offiziell als Spieler aus dem American Football zurück.

## Familie
James Laurinaitis ist der Sohn von Joseph Laurinaitis, besser bekannt als „The Road Warrior“ oder „Road Warrior Animal“, ein ehemaliger Profi-Wrestler mit litauischer Abstammung. Sein Onkel ist John Laurinaitis, ebenfalls ein ehemaliger Wrestler, welcher jetzt für die WWE arbeitet.